# Santomenna
Santomenna ist eine italienische Gemeinde mit 388 Einwohnern (Stand 31. Dezember 2023) in der Provinz Salerno in der Region Kampanien. Sie ist Bestandteil der Comunità Montana Tanagro - Alto e Medio Sele.

## Geografie
Die Nachbargemeinden sind Castelnuovo di Conza, Laviano, Pescopagano (PZ).